# 弗雷德·汉森 (田径运动员)
弗雷德·汉森（英語：Fred Hansen，1940年12月29日—），美国男子田径运动员，主攻撑杆跳高。他曾代表美国参加1964年夏季奥林匹克运动会田径比赛，获得男子撑杆跳高金牌。